# Laiki Kompania
Laiki Kompania é uma banda brasileira que interpreta canções populares da Grécia. Atualmente é formada por Argyris Oikonomou (voz), Eliane Bastos (voz), Kostas Frantzezos (bouzouki e tsouras), Guto Pereira (bouzouki, guitarra e violão), Nando Lemos (percussão), Bell Gabiatti (baixo), Hermes Drechsel (teclado) e Marcelo Thiel (bateria). 

## História
A banda formou-se em 2000 em Curitiba, Paraná. 
Em pouco tempo, além de instrumentos típicos (o bouzouki), compassos compostos e escalas helênicas, o conjunto passou a possuir a riqueza da língua grega em seu repertório. Hoje a Laiki Kompania é formada por 8 componentes e interpreta músicas de todas as regiões da Grécia: da Macedônia à Creta, de Ípiros ao Mar Egeu.

## Participações
- 2006 - Novela Belíssima - Rede Globo de Televisão

## Principais entrevistas
- Entrevista Jornal Ta Nea (Atenas - Grécia) -  «Ler entrevista» (em grego)
- Entrevista Rádio Thessaloniki (Tessalônica - Grécia) (primeira) -  «Ouvir entrevista» (em grego)
- Entrevista Rádio Thessaloniki (Tessalônica - Grécia) (segunda) -  «Ouvir entrevista» (em grego)
- Entrevista Rádio Gionis (Kozani - Grécia) - «Ouvir entrevista» (em grego)
- Entrevista Revista Modern Drummer (Brasil) - «Ler entrevista»
- Entrevista Programa Vital - «Ver entrevista»
- Entrevista Canal Antenna com Cônsul Constantinos Comninos - «Ver entrevista» (em grego)

## Discografia

### Estúdio
- 2000 -  Laiki Kompania - Gravadora MNF Brazil

## Principais apresentações

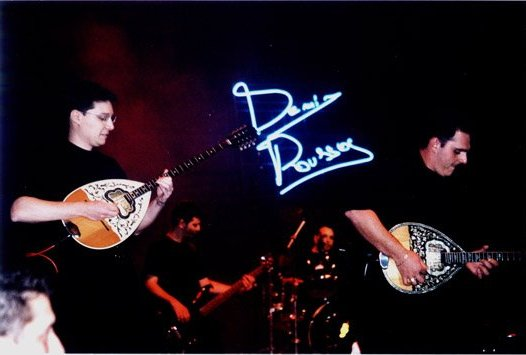
Laiki Kompania na turnê de Demis Roussos no Brasil

- Lançamento do CD - Rede Globo de Televisão - Novela Belíssima - «Ler matéria»
- Do Buzuki ao Violão: Nossas Músicas para o Mundo - Teatro Guaira - 25/11/2007 - «Ler matéria» - «Ler matéria no Portal do Paraná»
- Turnê e DVD Demis Roussos (Brasília/DF, Curitiba/PR, São Paulo/SP)
- Teatro Guaíra - Festival de Etnias (2000, 2001 e 2004)
- Associação Helênica do PR
- Rio Quente Resorts (Caldas Novas/GO)
- Programas Alegria de Viver e Enfoque - Rede Educativa, Curitiba e Você
- TV Exclusiva, Jornal da Band - Edição Paraná
- Teatro SESC da Esquina - «Ler matéria»
- Teatro Guaíra - Show da banda - Projeto "Teatro para o Povo"
- Solar do Rosário - "A Língua Grega" - «Ler matéria»
- Solar do Rosário - "Virginia Romanou" - «Ler matéria pela Associação Profissional dos Artistas Plásticos do Paraná»

## Outras referências
A banda é listada entre as principais bandas de música popular grega do mundo. Ver citação no maior site de bouzouki do mundo, o www.bouzouki.com: «Ver referência» (em grego).